# Хлєбникова Людмила Олександрівна
Людми́ла Олекса́ндрівна Хлє́бникова (1931 — 2021) — вчена-педагог, кандидат педагогічних наук, фахівець з теорії, методики і практики музичної освіти школярів, авторка програм і підручників з музики для загальноосвітніх шкіл, методичних посібників з хорового співу в школі.

## Біографічні дані та наукова робота
Народилася у 1931 році. 
У 1952 році з відзнакою закінчила Херсонське музичне училище. Навчалась на заочному відділенні Одеського державного педагогічного інституту іноземних мов. Керувала учнівським хором і оркестром у Херсонському машинобудівному технікумі, грала в оркестрі Облдрамтеатру. Працювала методистом з музично-хорового жанру Херсонського обласного Будинку народної творчості.
Вчена співпрацювала з Д. Б. Кабалевським та була послідовницею його педагогічних ідей, які адаптувала й розвинула на ґрунті українських традицій, з 1973 року очолила групу вчителів і науковців, які апробували експериментальну програму музичного виховання Кабалевського в Україні. Результатом став посібник «Навчання музики за системою Д. Б. Кабалевського» (1980) і нотні хрестоматії. 
Наприкінці 1980-х років учена керувала авторським колективом, який розробляв навчальну програму з музики за ідеями Д. Кабалевського для шкіл УРСР (1988). 
Поєднувала наукову діяльність із педагогічною. П'ятнадцять років співпрацювала з Тарасівською восьмирічною школою Київської області, де реалізували ідею масового хорового співу, діяв шкільний оперний театр, заклад, який вперше в Україні здобув звання «школи передового досвіду з естетичного виховання» і отримав титул «співаюча школа». Досліджувала педагогічні традиції хорового мистецтва України, питання виховання особистості у дитячому самодіяльному хоровому колективі і колективі дитячої опери.
Цей досвід викладений в посібниках: «Позакласна робота з музики в школі», 1961; «Хорова художня самодіяльність в школі як засіб естетичного виховання учнів», 1964; «Опера в школі», 1969; «Пісні боротьби і перемог» (З історії пісень), 1978; «Методика хорового співу у початковій школі», 2006) та інші, а також підручниках з навчання музики тощо.
З 1978 по 1992 рік очолювала лабораторію естетичного виховання та мистецької освіти Інституту проблем виховання НАПН України. Під її керівництвом захищено понад 30 дисертацій.
З 1992 працювала в Українському колежі імені В. О. Сухомлинського,  проводила щорічні конкурси класних хорів і диригентів.
У 2014—2015 роках — керівник творчого колективу авторів оновленої програми «Музичне мистецтво. 1-4 класи» для загальноосвітніх навчальних закладів.
Померла у 2021 році у віці 90 років.
Була одружена з Юрієм Андрійовичем Омельченком (1937 —2017) — музеєзнавцем, істориком, археологом, культурологом; передала у фонди Педагогічного музею його книги та особисті речі.

## Нагороди
- Медаль «А. С. Макаренка»;
- «Відмінник просвіти СРСР»;
- Медаль «Ушинський К. Д.»;
- Медаль «Академік М. Д. Ярмаченко».